# Sudameris
Sudameris Bank o simplemente Sudameris es un Banco paraguayo, filial del conglomerado irlandés Abbeyfield Group. Desde 2023, tras la fusión con Banco Regional, es el banco más grande del país por cantidad de activos.

## Historia
En 1958 se fundó el banco con capitales franceses e italianos, En 1978, nuevos accionistas europeos se unieron al grupo inicial y el Banco se convirtió en la Banque Sudameris, en 1999 la Banca Commerciale Italiana adquiere el control mayoritario del Grupo Sudameris En 2003, Banca Intesa decidió retirar sus actividades en América del Sur, mediante la venta del Grupo de Operaciones del Sudameris. En julio de 2004, Abbeyfield Group adquirió una participación del 78% en el Banco Sudameris de Paraguay S.A.E.C.A., cambiándole el nombre a Sudameris S.A.E.C.A. En marzo de 2008, Abbeyfield Financial Holdings adquirió la participación del 20% restante de Banca Intesa con lo que su propiedad totalizó de poco más de 98%.
El 14 de noviembre de 2022, se anunció la fusion entre el Banco Regional y Sudameris. Con esta operación, Sudameris se constituirá en el principal banco del país en términos de activos y pasivos.
En 2023, el fondo irlandés cuenta con el 66,64% de la participación accionaria, mientras que el fondo holandés FMO posee el 12,79% de los títulos de la entidad financiera.